# 帝萨诺
帝萨诺（義大利語：Disaronno Originale）是一款阿玛雷托力娇酒，具有独特的苦甜杏仁的味道。 Disaronno声称其原创的秘密配方自1525年来从未改变过，并声称Luini传说是其自己的独特历史。
制造商介绍帝萨诺使用“杏仁油”与“无水酒精”和“焦糖”酿造，其成分还包括17种精挑细选的草药和水果萃取物。琥珀色的酒液被装在一个穆拉诺工匠设计的长方形玻璃酒瓶中。
Disaronno目前仍然在意大利Saronno生产，其品牌由Illva Saronno持有，但已经远销海内外。

## 历史
制造商声称Disaronno的起源就是著名的Luini传说。虽然这则故事的真实性有待考证，但至少它在Saronno本地文化中占据有一席之地。
1525年，Saronno一家教堂委托列奥纳多·达·芬奇的学生伯纳迪诺·卢伊尼在他们的避难所绘制壁画。由于教堂是献给圣母玛丽亚的，因此卢伊尼绘画的主题必须是圣母，所以他需要一个模特。他选择了一个年轻的寡妇，并最终与她坠入爱河（根据多数版本的故事）。女人激发了画家的灵感，并且出于感激和爱戴，她希望给他一份礼物。但是女人并没有高超的技艺，所以她简单的将杏仁浸泡在白兰地中，并将得到的酒液献给卢伊尼。
最初这款力娇酒被称作“Amaretto di Saronno”，意思是来自Saronno的杏仁酒，由于市场营销的原因其名字演变成了“Disaronno Originale”。

## 饮用
帝萨诺可以就冰块饮用，或混合可乐、果汁饮用，也可以用来调制鸡尾酒。